# 380
380可以指：
- 380是379與381之間的自然數，亦是雙數。

- 合數，正因數有1、2、4、5、10、19、20、38、76、95、190和380。
質因數分解為{\displaystyle 2^{2}\times 5\times 19}。
- 第91個過剩數，真因數和為460，盈度為80。前一個為378、下一個為384。
  - 第92個半完全數，和為本身的其中一組因數為1、 2、 5、 10、 19、 20、 38、 95、 190。前一個為378、下一個為384。
- 第20個普洛尼克數，為19與20的乘積。前一個為342、下一個為420。
- 十进制的奢侈數。
  - {\displaystyle 380=19^{1}+19^{2}={\frac {19\times (19^{2}-1)}{19-1}}}
  - {\displaystyle 380=2+4+6+8+10+\cdots +38={\frac {19\times (2+38)}{2}}}
- 380年
- 空中客車A380
- 和谐号CRH380型电力动车组：中华人民共和国高速铁路的新一代高速動車組